# 代米爾吉
代米爾吉（土耳其語：Demirci）是土耳其的城鎮，由馬尼薩省負責管轄，位於該國西部，面積1,473平方公里，海拔高度853米，主要經濟活動有農業和畜牧業，是手工土耳其地毯的生產地之一。2000年人口21,230。

## 外部連結
- District governor's official website（页面存档备份，存于） （土耳其文）
- Road map of Demirci and environs
- Various images of Demirci, Manisa（页面存档备份，存于）

39°02′42″N 28°39′29″E / 39.04500°N 28.65806°E